# 朱高煦之亂
朱高煦之亂，又称高煦之亂或定難之變，為明朝宣德元年（1426年），漢王朱高煦謀反的事件。明宣宗朱瞻基御駕親征迅速平息了此次叛亂。

## 背景
靖難之役中，燕王朱棣起兵，世子朱高熾鎮守北平。而朱高熾的同母親弟朱高煦則跟從朱棣征戰白溝、東昌有功，并在江上之戰中突擊成功，救了朱棣一命。明成祖朱棣曾說：「我生病了，你好好努力，世子也體弱多病。」勉勵朱高煦爭取儲君之位。之後開府稱王，舊臣淇國公丘福、駙馬王寧均喜愛朱高煦，時時稱其為“二殿下”。明朝永樂二年（1404年），朱棣仍立朱高熾為東宮，封次子朱高煦為漢王，鎮國雲南；三子朱高燧為趙王，鎮國彰德。朱高煦怏怏不肯去，說：「我犯了甚麼罪，為何要貶我到萬里之外？」朱棣不悅，之後太子朱高熾為朱高煦求情，朱高煦才得以暫時居住于京師。朱高煦之後又請得天策衛為護衛，以唐朝天策上将李世民自比，後又請增加兩護衛。
當時朱棣曾命太子朱高熾及漢王朱高煦、趙王朱高燧、皇太孫朱瞻基同謁孝陵。太子朱高熾非常肥胖，且有腳病，兩邊人架著腋下行走，經常失足。朱高煦就在後面說：「前面的人跌倒，後面的人要懂得小心啊！」消遣朱高熾。皇太孫朱瞻基應聲稱：「還有更後面的人懂得小心！」朱高煦於是回頭看朱瞻基，臉色都變了。太子為人性情仁厚，喜好經學、歷史，有為人君王的度量。而朱高煦則不肯學習，但英勇威武很像朱棣，身手敏捷矯健，且兩腋下有類似龍鱗的疹子，所以武將均喜歡他。朱棣曾有多次易儲的想法，却也没有实现。朱高煦曾经诬陷解缙，說解縉說過「皇帝打算撤換儲君」，致使解縉被發配至交趾。朱高煦又再次誣陷，致使朱棣把解縉關到獄中，最後殺了。
永樂十二年（1414年），朱棣北征歸還，監國太子朱高熾遣使迎遲，朱高煦於是造謠攻擊朱高熾，并中傷黃淮等人下獄。永樂十三年 （1415年），朱棣改封趙王朱高燧到彰德、漢王朱高煦到青州。朱高煦不想去，於是朱棣再次下敕要求其不得再辭。但朱高煦依舊推託，遲遲不肯就國。永樂十四年（1416年），漢王朱高煦選拔各衛壯健藝能軍士隨侍，並在府中私募軍士三千餘人，不隸籍兵部；縱容士兵在京師內外掠奪，并把無罪的人分屍，丟到河裏。兵馬指揮徐野驢逮捕犯罪的士兵，反而被朱高煦所殺；此外還僭用乘輿器物。朱棣聽聞後大怒。十月，朱棣返回南京，以此事質問蹇義。蹇義不敢對答，堅稱自己不知道。又問楊士奇，楊士奇對答：“漢王最初封國在雲南，他不肯赴任；之後改為青州，又堅持不去。現在朝廷將遷都北京，他卻要留守南京。他的心思連路人都知道了。希望陛下儘早處理，使得他有固定的職位，用以保全父子之恩，留下永世之利。”朱棣聽後默然。幾天后，朱棣又得知朱高煦私造兵器，陰養死士，招納亡命，及漆皮為船，教習水戰等事，因而大怒，當面訓話，將其衣冠奪走，囚禁在西華門內，打算將其廢為庶人。皇太子朱高熾力求營救，才免去此事。朱棣大罵道：“我為你做長遠的打算，不得不割捨骨肉親情。你卻養虎為患！現在我削去他兩個護衛，改封在山東樂安州。那離北京很近，一旦聽聞有變，立刻就可以發兵逮捕了。”朱棣因高煦所為不法，稱其長史史程棕、紀善周巽等不能匡正，皆發配到交趾為吏。永樂十五年（1417年）三月，漢王朱高煦改居山東樂安州。朱高煦抵達樂安后，非常埋怨，卻更加著急地策劃謀反，太子朱高熾多次寫信勸戒，最终不聽。永樂二十二年（1424年），明成祖朱棣駕崩，太子朱高熾即位，是為仁宗。同年八月，召朱高煦赴京。
洪熙元年（1425年）四月，仁宗遣漢王朱高煦子朱瞻圻於鳳陽守陵。同年五月，仁宗去世。六月，太子朱瞻基從南京來奔喪，朱高煦在路中埋伏部隊，因倉惶沒有成功。同月，太子朱瞻基即位，是為宣宗，改明年號為宣德。七月，朱高煦陳奏利國安民四事，宣宗對侍臣說：“永樂年間，皇祖（朱棣）經常對皇考（朱高熾）和我說，這個叔叔有異心，應該要防備著他，但是皇考還是對待他非常好。像他今天所說的話，果然是出自真誠，應該是過去的壞心思已經革除了，不能不聽他的話啊。”於是命有關部門執行，還寫了一封信感謝他。

## 謀反與平定
宣德元年（1426年）八月，北京地震，漢王朱高煦謀反。其派一名官員抵達北京，約英國公張輔為內應，張輔當夜逮捕官員上報朝廷。此後又約山東都指揮靳榮等以濟南為應。又分散弓兵旗，令真定諸衛所，盡奪傍郡縣畜馬。并設立五軍都督府：指揮王斌領前軍，韋達領左軍，千戶盛堅領右軍，知州朱暄領後軍。諸子朱瞻垐、朱瞻域、朱瞻墿、朱瞻埣各監一軍。朱高煦率中軍，世子朱瞻垣居守。指揮韋賢、韋興，千戶王玉、李智領四哨。部署已定，偽授王斌、朱暄等大帥、都督等官。御史李濬在發現此事後，逃到燕京，上報朝廷，於是宣宗升其為左僉都御史，并派遣宦官侯太賜書高煦，詢問他是否有謀反的動機。侯太抵達樂安，朱高煦非但不跪拜接受詔書，反而逼迫侯太下跪，座北朝南坐著，大聲說：“我哪裏辜負了朝廷啊？靖難之役時，如果不是我死力付出，搞不好連燕國都被建文君滅掉咧。爸爸朱棣聽信讒言，削我護衛，讓我遷到樂安。哥哥朱高熾只給我金錢、布帛。現在姪子朱瞻基又拿祖先的事情糊弄我，我怎麼還能沒有動作？你繞一圈我的兵營看一下，我漢國士兵戰馬多麼威武，難道沒辦法縱橫天下？你速報皇帝，把奸臣都綁來我這裏處理，再慢慢談我要的條件。”侯太非常恐懼，只好唯唯諾諾而歸。宣宗問起朱高煦說了甚麼，侯太說：「甚麼也沒說」，宣宗說：“侯太有二心”。之後隨著侯太去見朱高煦的錦衣衛官員，把詳情都報告了宣宗。宣宗大怒對侯太說：“我處理完這事，一定會處罰你。”
同月，朱高煦派遣百戶陳剛進疏，稱明仁宗違背洪武、永樂年的制度，給文臣誥敕封贈，而現在修理南巡席殿等都是過錯。又誣陷大臣夏原吉等為奸佞，並索要誅殺掉。又給公侯大臣寫信，其中言語驕言巧詆，污蔑明宣宗。宣宗嘆道：“朱高煦果然謀反了。”於是商議派遣陽武侯薛祿將兵討伐，大學士楊榮力言不可，稱：“皇帝難道不知道李景隆的故事么？”皇帝默然，之後面對夏原吉。夏原吉亦稱：“往事可以借鑒，此事不可失策啊。我见朱高煦派遣將領色變，和我們對話時候卻哭泣，知道他不能成事。況且兵貴于神速，應當卷甲韜戈前往，一鼓作氣平定，這就是先聲有奪人之心。如果命將領出征，恐怕不濟。楊榮所稱是對的。”宣宗於是心意遂決，立即召張輔諭親征。張輔稱：“朱高煦驕傲但沒有計謀，對外猖狂卻內心害怕，現在所擁有的也都是不能戰鬥的人。我願意帶領兩萬部隊，擒拿賊首獻給陛下。”宣宗稱：“你誠然足可以平定叛亂，但我剛即位，恐怕有小人懷著二心，我心意已決。”
之後敕遣指揮黃謙，同總兵、平江伯陳瑄防守淮安，防止其南逃。并令指揮芮勳守居庸關，令法司盡弛軍旗、刑徒等跟隨出征。同時，命定國公徐永昌、彭城伯張昶守皇城；安鄉侯張安、廣寧伯劉瑞、忻城伯張榮、建平伯高遠守京師。命豐城伯李賢、侍郎郭璡、郭敬、李昶督軍餉；鄭王朱瞻埈、襄王朱瞻墡留守北京；廣平侯袁容、武安侯鄭京、都督張升、山雲，尚書黃淮、黃福、李友直協守；少師蹇義、少傅楊士奇、少保夏原吉、太子少傅楊榮、太子少保吳中、尚書胡濙、張本、通政使顧佐扈行；陽武侯薛祿、清平伯吳成為先鋒。隨後，高煦之罪，告天地宗廟社稷山川百神，遂親征。
部隊在經過楊村的時候，宣宗問從臣曰：「你們試著想一下朱高煦會出甚麼計謀？」從臣對答道：“樂安城很小，他們會首先取濟南為老巢。”又有從臣稱：“他當年都不願意離開南京，現在一定率兵南去。”宣宗稱：“不然。濟南雖然近，但是不好進攻；聽聞我大軍抵達，亦沒有時間進攻。他的士兵們都家居樂安，不肯拋棄此地，南走南京。朱高煦雖然外面看起來自誇、奸詐，但內心膽怯懦弱，臨事狐疑，猶疑而不能決斷。現在敢謀反的原因，是因為輕視我年少剛剛即位，眾心尚未歸附。他又以為朕不能親征，只能派遣大將來，到時候以甘言利誘就可以僥倖成事。現在聽聞朕親征，恐怕嚇到膽子掉下來了，又怎敢出戰？我們到了，就可以把他俘虜了。”
當時朝廷軍截獲樂安當地的歸順人員，得知其城中虛實。雖然文官武臣都請求大軍謹慎前進，防止埋伏，但宣宗仍然率領大軍加速前行。很快，大軍抵達樂安城北，并發神機銃箭，諸將請即攻城，宣宗不許，并敕諭朱高煦，沒有得到報信。之後，宣宗命放箭書到城中，對諭黨逆者宣以禍福，城中於是很多人打算逮捕朱高煦，獻給朝廷。朱高煦非常狼狽，於是密遣人上奏宣宗，乞求寬解，并明日早晨出城歸降，得到宣宗許可。當夜，朱高煦取出積累的兵器與凡謀議交通文書，全部毀掉。城中通夕火光照明。朱高煦將要出城時，王斌等人堅持阻止，說寧可一戰而死，束手就擒是恥辱。朱高煦則稱城小無法獲勝。之後出城，大臣紛紛上疏請求用重典。宣宗卻阻止，將群臣彈劾奏摺展示給朱高煦。朱高煦頓首言：「臣的罪過是萬死、萬死，生殺與否都由陛下處置。」宣宗命朱高煦寫信，召諸子同歸京師。罪止牽連至倡謀數人，其餘城中被脅迫者一律釋放。并逮捕王斌等下錦衣獄。之後，令薛祿等人巡撫樂安，改樂安州為武定州。

## 後事
大軍班師時，宣宗駐蹕在獻縣之單橋，戶部尚書陳山迎駕，并進言道：“應該乘勝移師攻向彰德，襲擊、拘拿趙王朱高燧，這樣朝廷就永遠安定了。”宣宗召楊榮回答，楊榮稱讚其是大計。之後召蹇義、夏原吉，兩人不敢持異議。楊榮請求先派遣敕令趙王，指責其與朱高煦同謀的罪過，而大軍即可趕到自然可擒拿了。宣宗聽從。楊榮於是傳旨楊士奇草擬詔令，楊士奇稱：“事情必須屬實，天地神鬼怎麼可以欺騙啊！況且敕旨以何為辭？”楊榮大聲說：“這是國家大事，你怎麼能反對？只要命錦衣衛逮捕漢王府的人，說起與趙王府同謀，就是事情的原因，怎麼會擔心沒有理由？”楊士奇稱：“錦衣衛的責狀怎麼可以說服人心？！”楊士奇於是見蹇義、夏原吉，蹇義說：“皇帝意思已經定了，大家意思也定了，閣下怎麼能忽然從中阻止呢？！”夏元吉說：“萬一皇帝聽從您的主張，現在不去採納。以後趙王有變，如同永樂年間孟指揮的舉動，到時候誰承擔罪責？”楊士奇說：“現在這事與永樂年間的不同。永樂年間，趙王擁有三個護衛，現在已經去掉其中兩個。況且當時孟指揮所為，王爺實際並沒有參謀。不然的話，趙王豈能活到現在？”蹇義問道：“即如閣下所說，那現在又有何不同？”楊士奇稱：“為今之計，朝廷重尊屬，厚待之。有懷疑，則嚴防之，亦必須沒有懷疑，而國體也可以保持端正了。”蹇義、夏原吉對他說：“閣下所言雖然得當，然而皇帝特別信任楊榮的話，不如你們兩人先商定下也好。”楊士奇於是退下與楊榮商談：“太宗皇帝（朱棣）只有三個兒子，皇帝只有兩個親叔。一人有罪是不可以寬恕，而沒有罪的應當厚用，這也是仰慰皇祖在天之靈啊。”楊榮不肯改變主意。當時楊溥亦贊同楊士奇的主張，楊溥就說：“我們兩人入見皇帝，大軍必定不能移動。”楊榮聽聞楊溥的看法，即要進諫，楊士奇亦接踵而至，門衛阻擋兩人不得入見。之後，宣宗召蹇義、夏原吉，蹇義將楊士奇的話說出，宣宗不悅，卻也不再說用兵的事情，於是大軍班師回京。
同年九月，宣宗班師回京，御奉天門。朱高煦父子家屬都抵達京師，命工部築館室於西安門內，安處朱高煦夫婦男女，其飲食衣服的奉給，仍然按照以往制度未曾改變。宣宗出御制《東征記》，以示群臣，凡朱高煦之罪，以及朝廷不得已用兵的緣故，均詳細寫入書中。逆黨王斌、朱暄等伏誅，同謀伏誅者六百四十餘人，其故縱與藏匿坐死戍邊者一千五百餘人，實口外者七百二十七人。獨長史李默免罪。
宣宗抵達京師后，仍然想著楊士奇的進言，不再提及進攻彰德（趙王）的事情。然而言官仍然喋喋不休，請求盡削趙護衛，且請拘趙王京師，宣宗均不聽。於是召見楊士奇問：“談論趙王之事的官員越來越多了，怎麼辦？”楊士奇對答道：“現在的宗室中，只有趙王是最親的，應當考慮保全他，不要再被群臣所言迷惑。”宣宗說：“我也是這樣想的，皇考對趙王最友愛，現在我也只有這一個叔叔，怎麼會不愛。應當思考保全之策。”於是將群臣上奏的奏摺，派遣駙馬都尉廣平侯袁容、左都御史劉觀拿著向趙王示出，使其自處。楊士奇說：“如果皇帝能夠璽書親諭一封更好。”宣宗贊同其主張。袁容等人抵達后，趙王大喜說：“我有救了。”於是獻上護衛，且上表感謝隆恩，至此，言官不再討論此事。
而朱高煦被锁在城內，某日，宣宗視察。朱高煦出其不意伸腳絆倒宣宗。宣宗於是大怒，命大力士構銅缸覆蓋他。銅缸重有三百斤，朱高煦仍然有力頂起，於是宣宗命積炭缸上如山，然後燃起炭火，瞬間火燒銅融，朱高煦遂死。之後諸子均判死刑。